# Liste von Sturmfluten an der Nordsee

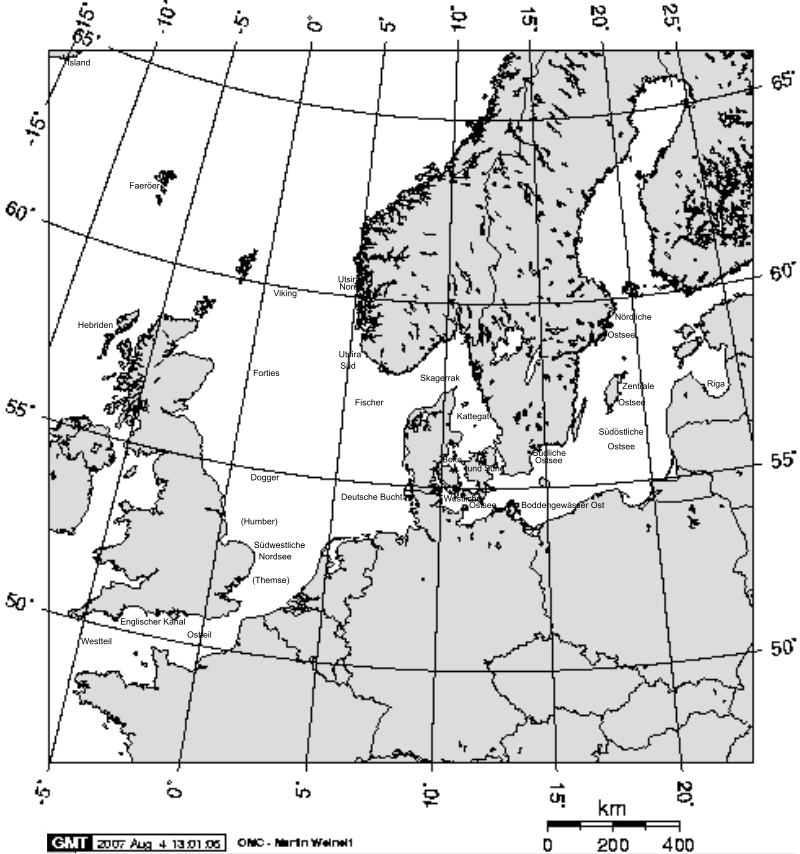
Nord- und Ostsee mit Ländern und Seegebieten

Diese Liste von Sturmfluten an der Nordsee umfasst eine Aufzählung von Sturmfluten und darauf folgenden Überschwemmungen an der Küste der Nordsee.

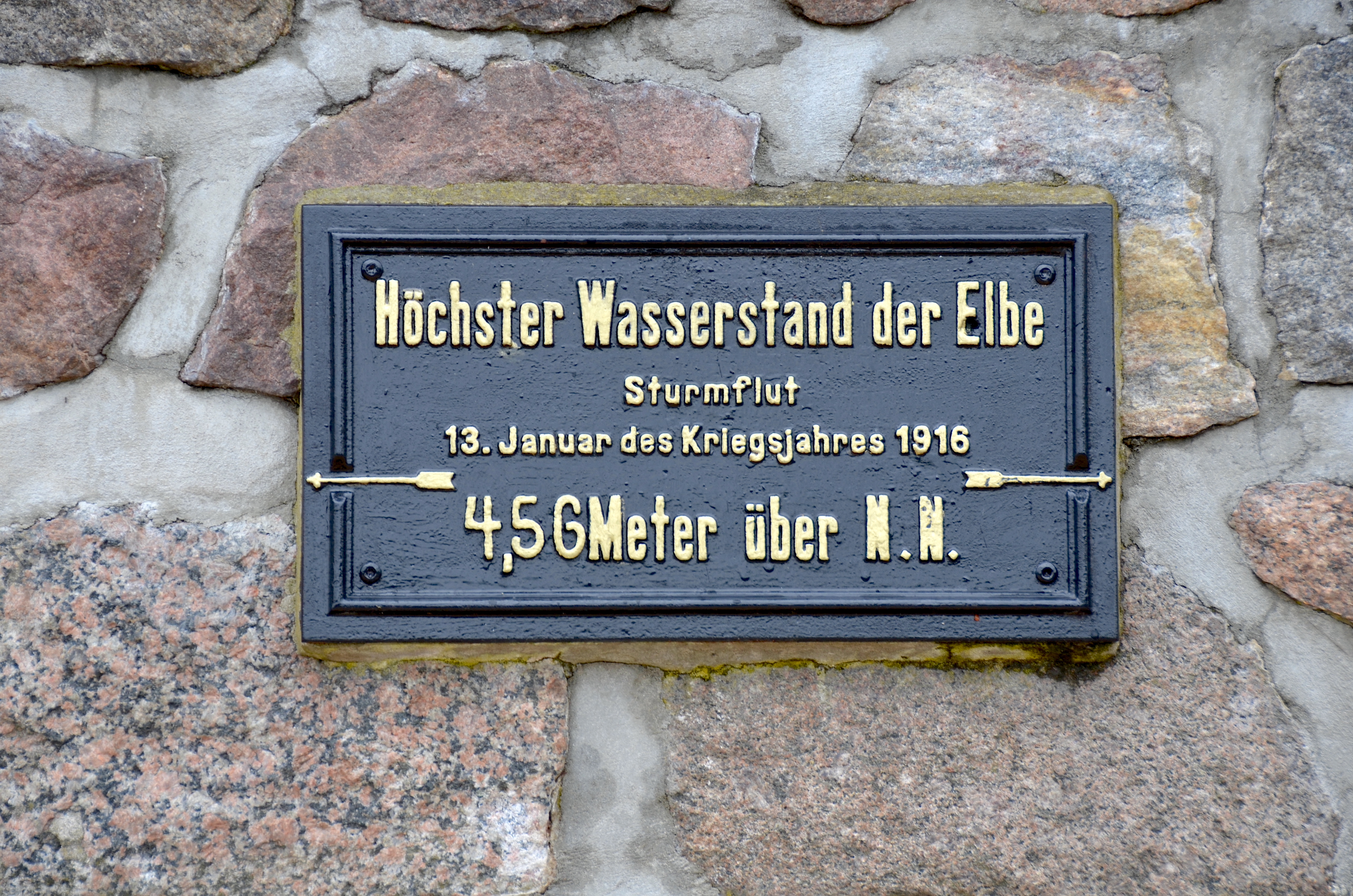
Elbe Hamburg, Sturmflut 1916

## Zuverlässigkeit der Angaben

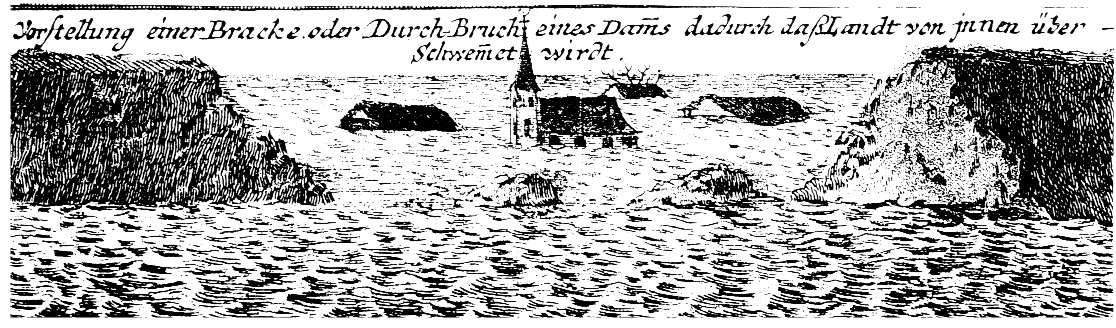
Darstellung eines Deichbruchs von 1718, wahrscheinlich bezogen auf die Weihnachtsflut von 1717

Die erste Monographie mit einer Liste von niederländischen Sturmfluten wurden im späten 17. Jahrhundert durch den Westfriese Simon Abbes Gabbema (1628–1688) verfasst. Der Emdener Prediger Gerardus Outhof (1673–1733) publizierte kurz nach der Weihnachtsflut von 1717 ein stattliches Buch über alle Wasserfluten in Europa seit der Sintflut. Im 19. Jahrhundert schrieb der Ostfriese Fridrich Arends (1782–1861) eine Physische Geschichte der Nordsee-Küste und deren Veränderungen durch Sturmfluthen seit der Cymbrischen Fluth bis jetzt (1833).
Die neueren Listen entstammen den Sammelarbeiten des Berliner Wissenschaftlers Curt Weikinn (1888–1966), der niederländischen historischen Geographin Elisabeth Gottschalk (1912–1989) und ihres Kollegen Jan Buisman (1925–2024), der 1995 bis 2025 eine achtbändige Wettergeschichte Europas publizierte. Für Norddeutschland ist auch eine Quellenstudie des dänischen Historikers Ib Gram-Jensen hilfreich. Die Arbeiten von Gottschalk, Gram-Jensen und vor allem Buisman kennzeichnen sich durch große Skepsis über die Zuverlässigkeit nicht-zeitgenössischer Quellen.
Da viele Chroniken sich auf frühere Naturkatastrophen beziehen, wurden einige Sturmfluten mehrfach in die Literatur aufgenommen, so dass sich die Anzahl der vermeintlichen Sturmfluten vervielfacht hat. Selbst ein beträchtlicher Teil der neueren Chronistik stützt sich auf frühneuzeitliche Quellen, die teils fiktiver Art sind.
Die Opferzahlen vor dem 16. Jahrhundert beruhen weitestgehend auf groben Schätzungen oder sogar Phantasie. Daher sind diese Angaben mit Skepsis zu betrachten. Die Auswirkungen unterschiedlicher Sturmfluten sind bis ins 14. oder 15. Jahrhundert nur schwer festzustellen und oft kaum an bestimmten Ereignissen festzumachen.
Die ältesten noch vorhandenen Sturmflutmarken datieren aus dem 16. Jahrhundert. Erst seit dem 18. Jahrhundert liegen zuverlässige Aufzeichnungen über die Wasserstände vor. Der Baudirektor Hans Rohde (1925–2003) publizierte 1977 eine erste Übersicht zu den historischen Sturmfluthöhen bzw. höchsten Tidehochwasserständen (HThw) an der deutschen Nordseeküste.
Die Wasserstände werden z. B. vom Bundesamt für Seeschifffahrt und Hydrographie (BSH) und von der Wasserstraßen- und Schifffahrtsverwaltung des Bundes (WSV) dokumentiert. Der Landesbetrieb Straßen, Brücken und Gewässer (LSBG) in Hamburg hat die Sturmfluten seit dem Jahre 1900 ausgewertet und bietet dazu umfangreiches Material an. Vor allem durch die Elbvertiefung seit dem 19. Jahrhundert sind die Höchstwasserstände im Hamburger Hafen bedeutend höher als im Küstenbereich.

## Liste von Sturmfluten

### Antike bis 10. Jahrhundert
| Datum                                | Name            | Gebiet                                                           | Auswirkungen Scheitelwasserstände der Sturmflutwelle |
| ------------------------------------ | --------------- | ---------------------------------------------------------------- | --- |
| Zwischen 120 v. Chr. und 115 v. Chr. | Cimbrische Flut | Jütland, Marschgürtel vor der schleswig-holsteinischen Westküste | viele Menschen und Tiere umgekommen. Es bestehen aber große Zweifel, dass Kimbern, Ambronen und Teutonen deshalb ihre Heimat in Richtung Süden verließen |
| 26. Dezember 838                     |                 | niederländische Küste                                            | erste dokumentierte Sturmflut an der Nordsee; angeblich 2500 Tote im Gebiet der heutigen Niederlande                                                     |

### 11. Jahrhundert
| Datum                  | Name | Gebiet                              | Auswirkungen Scheitelwasserstände der Sturmflutwelle                                         |
| ---------------------- | ---- | ----------------------------------- | -------------------------------------------------------------------------------------------- |
| 28./29. September 1014 |      | belgische und niederländische Küste |                                                                                              |
| Sommer 1020            |      | Elbe- und Wesermündung              | viele Krankheiten (Malaria?) in den nächsten Jahren                                          |
| 1066                   |      | Wesermündung                        | ungesicherte Flut, erst im 16. Jahrhundert erwähnt: vermeintlicher Untergang der Burg Mellum |

### 12. Jahrhundert
| Datum                | Name                   | Gebiet                              | Auswirkungen Scheitelwasserstände der Sturmflutwelle |
| -------------------- | ---------------------- | ----------------------------------- | --- |
| 4. Oktober 1134      |                        | belgische und niederländische Küste | die Erweiterung des Zwin bis Brügge vermutet |
| 1158                 |                        | Norddeutschland                     | viele ertrunken |
| 21. Dezember 1163    | Thomasflut 1163        | niederländische Küste, Ostfriesland | |
| 16./17. Februar 1164 | Erste Julianenflut     | niederländische Küste, Elbegebiet   | angeblich 20.000 Tote; erster Einbruch der Jade vermutet, große Schäden im Unterelbegebiet                                                                                   |
| 1./2. November 1170  | Allerheiligenflut 1170 | niederländische Küste               | schwere Verwüstungen; die Entstehung der Inseln Texel und Wieringen sowie die Erweiterung der Zuiderzee und den Durchbruch der Hunze in der Richtung der Lauwerszee vermutet |
| Dezember 1196        | Nikolausflut           | niederländische Küste               | |

### 13. Jahrhundert
| Datum                                    | Name                                  | Gebiet                                                              | Auswirkungen Scheitelwasserstände der Sturmflutwelle |
| ---------------------------------------- | ------------------------------------- | ------------------------------------------------------------------- | --- |
| 8. September 1214                        |                                       | Niederländische Küste                                               | |
| Januar/Februar 1216                      |                                       | Eiderstedt, Dithmarschen, Nordstrand und Marschländer im Elbegebiet | etwa 10.000 Tote, Helgoland verlor sieben von neun Kirchspielen Entstehung des Haringvliet |
| 16. Januar 1219                          | Erste Marcellusflut (Grote Mandränke) | niederländische Küste, Elbegebiet                                   | vermeintlich 36.000 oder 100.000 Tote; versehentlich wohl auf 1218, 1222 oder 1228 gestellt; große Überflutungen auch im Elbegebiet; erster überlieferter Augenzeugenbericht aus dem Groningerland; vermeintlicher Einbruch des Jadebusens laut späterer Überlieferung |
| 20. November 1248                        | Martiniflut 1248                      | niederländische Küste                                               | versehentlich wohl auf 1250 gestellt |
| 28. Dezember 1248                        | Allerkindleinsflut                    | niederländische Küste, Elbegebiet                                   | hohe Verluste an Menschenleben; Trennung der historischen Elbinsel Gorieswerder in mehrere Teile |
| 4. Februar 1249                          | Agathenflut 1249                      | niederländische Küste                                               | |
| 28. Januar 1262                          | Agnesflut                             | niederländische Küste                                               | |
| 13./14. Januar und 25./26. Dezember 1277 | Sturmflut 1277                        | Dollart                                                             | Vermeintlicher Einbruch des Dollart laut späterer Überlieferung; symbolischer Jahreszahl 77, wobei eine Verwechslung mit der Luciaflut 1287 vorliegt |
| 13./14. Dezember 1287                    | Luciaflut                             | niederländische und deutsche Küste                                  | Sehr schwere Sturmflut, die Deiche wurden teilweise vernichtet; angeblich bis zu 50.000 Tote; vermuteter Einbruch des Dollarts sowie Erweiterung der Zuiderzee und der Lauwerszee versehentlich wohl auf 1277, 1280, 1282 oder 1288 gestellt                           |
| 2. oder 5. Februar 1288                  | Agathenflut 1288                      | niederländische Küste                                               | |
| 28. Oktober 1288                         | Simon-und-Judasflut                   | niederländische Küste                                               | |

### 14. Jahrhundert
| Datum                                 | Name                                        | Gebiet                                                                 | Auswirkungen Scheitelwasserstände der Sturmflutwelle |
| ------------------------------------- | ------------------------------------------- | ---------------------------------------------------------------------- | --- |
| März 1318                             |                                             | belgische und niederländische Küste                                    | |
| 23. November 1334                     | Clemensflut                                 | belgische und niederländische Küste                                    | Vermutete Erweiterung des Jadebusens |
| 1. November 1341                      | Allerheiligenflut 1341                      | belgische und niederländische Küste, möglicherweise auch Nordfriesland | |
| 15. bis 17. Januar 1362               | Zweite Marcellusflut, Erste Grote Mandränke | Schleswig-Holstein und Ostfriesland                                    | Untergang der nordfriesischen Uthlande Entstehung der Insel Strand und der Halligen Rungholt versinkt, 30 bis 40 Dörfer werden aufgegeben; angeblich 100.000 Tote. Westermarsch bei Norden überschwemmt; am Jadebusen lediglich entwurzelte Bäume. |
| 9. Oktober 1374                       | Erste Dionysiusflut                         | belgische, niederländische und deutsche Küste                          | Erweiterung der Leybucht bis zur Stadt Norden, Untergang des Dorfes Westeel bei Norden; vermutete Erweiterung der Harlebucht |
| 8. bis 10. Oktober 1375               | Zweite Dionysiusflut                        | deutsche Küste                                                         | Deichbrüche bei Lütetsburg und Bargebur, die Wellen reichen bis an die Mauern des Dominikanerklosters in Norden |
| 9. Oktober, 15. und 16. November 1377 | Dionysius- oder Martiniflut 1377            | Flandern, Dollart                                                      | Vermeintliche Sturmflut mit der symbolischen Jahreszahl 77, doch Verwechslung mit 1374 und 1375 |
| 21./22. Januar 1393                   | Vinzenzflut                                 | belgische und niederländische Küste, möglicherweise auch Nordfriesland | |
| 17. Januar 1396                       | Antoniflut 1396                             | belgische, niederländische und norddeutsche Küste                      | in Hamburg viele Leute ertrunken |

### 15. Jahrhundert
| Datum                 | Name                                   | Gebiet                                        | Auswirkungen Scheitelwasserstände der Sturmflutwelle |
| --------------------- | -------------------------------------- | --------------------------------------------- | --- |
| 25. Oktober 1403      | Catharinaflut 1403                     | Ostfriesland                                  | Drewert aufgegeben |
| 19./20. November 1404 | Erste Elisabethenflut                  | belgische und niederländische Küste           | IJzendijke und Hugevliet versinken |
| 21. November 1412     | Cäcilienflut                           | Deutsche Bucht                                | Krempermarsch überschwemmt, das Dorf Zesterfleth an der Estemündung wird vernichtet, die Elbinsel Hahnöfersand vom Festland abgetrennt; angeblich 30.000 Tote            |
| 1413 oder 1414        |                                        | Dollart                                       | Einbruch des Dollart aufgrund zeitgenössischer Quellen |
| 18./19. November 1421 | Zweite Elisabethenflut                 | belgische und niederländische Küste           | 28 Dörfer im Bereich des Grooten Waard werden aufgegeben; die Überlieferung spricht von 70 Dörfern und 10.000 Toten; Dordrecht wird vom Festland abgetrennt              |
| 18./19. November 1424 | Dritte Elisabethenflut                 | niederländische Küste                         | |
| 21. Dezember 1429     | Thomasflut 1429                        | West- und vielleicht auch Ostfriesland        | |
| 1. November 1436      | Allerheiligenflut 1436                 | Deutsche Bucht                                | angeblich 500 Tote; Überflutungen an der gesamten Nordseeküste, insbesondere in Eiderstedt, Nordstrand, Dithmarschen und Hadeln, keine Landverluste, aber Eidum versinkt |
| 10. April 1446        | Palmarumflut oder Quade Palmflut       | niederländische und deutsche Küste            | Erweiterung des Dollart, Kloster Palmar aufgegeben |
| 21./21. Oktober 1468  | Ursulaflut                             | niederländische Küste                         | Erweiterung des Dollart nach dem Westen |
| 6. Januar 1471        | Dreikönigsflut                         | norddeutsche Küste                            | Überflutungen in Eiderstedt, Nordstrand, Dithmarschen und Elbmarschen. Gelegentlich auf 1470 datiert                                                                     |
| 1. November 1473      | Vincula Petriflut oder Böse Vinkelflut | Ostfriesland und Oldenburg                    | Vor allem Sachschäden, zusätzlich zu den quaden Palmweken im April 1446                                                                                                  |
| 27. September 1477    | Erste Cosmas- und Damianflut           | belgische, niederländische und deutsche Küste | In Nordfriesland vermutlich als Gallusflut 1476 verzeichnet |
| 16. Oktober 1483      | Zweite Gallusflut                      | Deutsche Bucht                                | Vor allem Eiderstedt |

### 16. Jahrhundert
| Datum                                         | Name                                                  | Gebiet                                                                                                  | Auswirkungen Scheitelwasserstände der Sturmflutwelle |
| --------------------------------------------- | ----------------------------------------------------- | --- | --- |
| 25./26. September 1509                        | Zweite Cosmas- und Damianflut                         | niederländische und deutsche Küste                                                                      | Durchbruch der Ems bei Emden; seit 1509 wiederholte Zerstörung der Deiche am südlichen Emsufer und im Jadebusen |
| 9. September 1510                             | St.-Magnus-Flut 1510                                  | Deutsche Bucht                                                                                          | |
| 16. Januar 1511                               | Antoniflut, Eisflut                                   | Jadebusen                                                                                               | Durchbruch zwischen Jade und Weser, letzte Erweiterung des Jadebusens nach Nordwesten, 7 Dörfer aufgegeben; größte Ausdehnung des Dollart |
| 29./30. September 1514                        | Michaelis- oder Hieronymusflut                        | niederländische Küste                                                                                   | |
| 1521                                          |                                                       | deutsche Bucht                                                                                          | viele Sachschäden im Frühjahr |
| 5. November 1530                              | Allerheiligenflut 1530 oder böse Samstag              | belgische und niederländische Küste (Westerschelde-Stromgebiet)                                         | Zeeland überschwemmt, mehr als 20 Dörfer und Teile der Insel Zuid-Beveland ertrunken. In Flandern auch Malachiasflut genannt (3. November) |
| 31. Oktober bis 2. November 1532              | Allerheiligenflut 1532 oder die große Flut            | belgische, niederländische und deutsche Küste                                                           | Situation in Zeeland katastrophal; mehrere tausend Tote in Nordfriesland; erste Höhenmarke des Scheitelwertes überliefert in der St. Nikolaus-Kirche von Klixbüll; Untergang von Osterbur und Ostbense in Ostfriesland; Beginn der massiven Erhöhung der Deiche              |
| 13. Januar 1552                               | Pontiansflut 1552                                     | niederländische Küste                                                                                   | wiederholt am Valentinstag (14. Februar), mit Überschwemmungen in Ost- und Nordfriesland |
| 1./2. November 1570                           | Allerheiligenflut 1570                                | belgische, niederländische und deutsche Küste                                                           | Schätzungen von 15.000 bis 25.000 Tote; Überflutung der Marschen von Flandern bis Eiderstedt, große Deichbrüche im Alten Land sowie in den Vier- und Marschlanden, Untergang der Dörfer Oldendorf und Westbense bei Esens; in Suurhusen Flutmarke an der Kirche: NN + 4,40 m |
| 1571                                          | Martiniflut 1571                                      | | Deichbruch bei Neuhaus (Oste) |
| 21. oder 24. August 1573                      | Kornflut, Arne vloth oder Bartholmäusflut             | mehrere Sommerfluten, die die Wiederherstellung der Deiche in West-, Ost- und Nordfriesland verzögerten | |
| 1578                                          | Mariä-Verkündigung-, Karfreitag- oder Wilde Japixflut | niederländische und deutsche Küste                                                                      | vor allem Sachschäden und Viehverluste, angeblich auch menschliche Opfer. Iapyx war der griechische Gott des Nordnordwestwindes |
| 1. November 1582                              |                                                       | Deutsche Bucht                                                                                          | Deichbrüche im Rheiderland und den holsteinischen Elbmarschen |
| 24./25. Dezember 1593 (Julianischer Kalender) | Weihnachtsflut 1593                                   | Deutsche Bucht                                                                                          | erhebliche Deichbrüche in Nordfriesland |

### 17. Jahrhundert
| Datum                                                      | Name                                                              | Gebiet                              | Auswirkungen Scheitelwasserstände der Sturmflutwelle |
| ---------------------------------------------------------- | ----------------------------------------------------------------- | ----------------------------------- | --- |
| 14./15. Februar 1602 (Julianisch)                          | Fastnachts- oder Estomihiflut                                     | Deutsche Bucht, Elbmarschen         | Sachschäden |
| 1. Dezember 1615 (Julianisch)                              | Große Schadensflut                                                |                                     | auf der Insel Strand sterben 300 Menschen; die Friedhöfe vieler Dörfer werden verwüstet; Rickelsbüll in der Wiedingharde geht unter. Schwere Schäden im Ringkøbing Fjord. |
| 25./26. Februar 1625 (Julianisch)                          | Fastnachts-, Fastelabend- oder (Hohe) Eisflut                     | Südholland bis Jütland              | Deichbrüche und große Schäden in Ostfriesland und Oldenburg, im Alten Land und Hamburg, viele Ausdeichungen an Jade und Weser. Auf Neuwerk: hohe Sturmfluten mit Eisgang und großen Schäden. |
| 7. November 1627 (Julianisch)                              | Allerheiligenflut 1627                                            | Elbegebiet                          | Deichbrüche und große Schäden im Alten Land und Haseldorfer Marsch, Elmshorn und Uetersen |
| 25. Januar 1634 (Julianisch)                               | St.-Pauli-Flut                                                    | Elbegebiet                          | Zerstörung des Estedeiches in Hove auf 900 m Länge |
| 11. Oktober 1634 (Julianisch)                              | Burchardiflut, (Nordstrandische Flut oder Zweite Grote Mandränke) | Deutsche Bucht                      | mindestens 11.000 bis 12.000 Tote; Untergang des größten Teils der Insel Strand; Untergang der Fischersiedlung Sønderside |
| 23. Januar 1643 (Julianisch)                               | Kolde Paulsflut                                                   | niederländische und deutsche Küste  | vor allem Sachschäden |
| 14. Februar 1648 (Julianisch)                              | (dritte) Fastnachtsflut                                           | Hamburg und Elbmarschen             | Heftiger Sturm, die laut einer zeitgenössischen Quelle das Erdreich beben ließ. Schwere Sachschäden sowie eine unbestimmte Zahl von Opfern |
| 22. Februar 1651 (Julianisch) = 4./5. März (Gregorianisch) | Petriflut                                                         | Holland und Deutsche Bucht          | Überflutung großer Teile von Amsterdam, Deichbrüche in Holland, Westfriesland und in den Dollartmarschen. Schwere Schäden in Ostfriesland; Totenzahl aber unbekannt, eher Hunderte als 15.000, wie in Sekundärliteratur behauptet wird; Zertrennung der Insel Juist in zwei Teile im Bereich des heutigen Hammersees sowie der Insel Langeoog, Zerstörung von Dornumersiel, Deichbrüche am Festland |
| 4./5. November 1675 (Gregorianisch)                        | Allerheiligenflut 1675                                            | niederländische Küste               | nur Sachschäden |
| 26. Januar 1682 (Gregorianisch)                            |                                                                   | belgische und niederländische Küste | |
| 24./25. November 1685 (Julianisch)                         | Erste Katharinenflut                                              | Deutsche Bucht                      | vornehmlich Sachschäden, Deichbrüche von Oberndorf bis Kleinwördenn |
| 12./13. November 1686 (Julianisch)                         | Martiniflut 1686, Sint-Maartensvloed                              | niederländische und deutsche Küste  | schwere Deichschäden von den nordöstlichen Niederlanden bis zur Elbe; allein im Groningerland 1600 Tote und 8000 gestorbene Rinder |

### 18. Jahrhundert
| Datum                            | Name                                | Gebiet                                       | Auswirkungen Scheitelwasserstände der Sturmflutwelle |
| -------------------------------- | ----------------------------------- | -------------------------------------------- | --- |
| 7. bis 9. Dezember 1703          | Großbritannien: Great Storm of 1703 | gesamtes Nordseegebiet                       | Die Royal Navy verliert 13 Schiffe und rund 1500 Seeleute. Überschwemmungen an der Themse und Severn mit einigen Hunderten Toten                                              |
| 1715                             | Fastnachtsflut 1715                 |                                              | Zerstörung der 2. Juister Inselkirche |
| 24./25. Dezember 1717            | Weihnachtsflut 1717                 | niederländische, deutsche und dänische Küste | 11.150 Tote größte bis dahin bekannte Sturmflut mit Überflutungen und Verwüstungen ungeheuren Ausmaßes 90.000 Stück Rindvieh ertrinken 8.000 Häuser werden zerstört           |
| 25./26. Februar 1718             |                                     | niederländische, deutsche und dänische Küste | |
| 31. Dezember 1720/1. Januar 1721 | Neujahrsflut 1721                   |                                              | höher als die Weihnachtsflut 1717; Zerstörung der nach 1717 notdürftig reparierten Deiche, Untergang der Dörfer Bettewehr II und Itzendorf, Abtrennung der Düne von Helgoland |
| 26. November 1736                | Zweite Katharinenflut               | Nordsee                                      | |
| 21. Oktober 1745                 |                                     | Elbegebiet                                   | Bishorst versinkt |
| 11. September 1751               |                                     | Elbegebiet und Rheiderland                   | große Sachschäden |
| 7. Oktober 1756                  | Markusflut, Amalienflut             | Elbegebiet                                   | 600 Tote, viele Deiche wurden beschädigt, besonders in Norddithmarschen |

### 19. Jahrhundert
| Datum                  | Name                               | Gebiet | Auswirkungen Scheitelwasserstände der Sturmflutwelle |
| ---------------------- | ---------------------------------- | --- | --- |
| 22./23. Dezember 1804  |                                    | deutsche Küste                                                                                                  | schwere Sturmflut St. Pauli: NN + 5,21 m |
| 23. Januar 1820        |                                    | niederländische Küste                                                                                           | |
| 15. November 1824      |                                    | niederländische und deutsche Küste                                                                              | Orkan mit sehr schwerer Sturmflut |
| 3. bis 5. Februar 1825 | Februarflut 1825, Halligflut       | niederländische und deutsche Küste                                                                              | 800 Tote; viele Deichbrüche und schwere Dünenverluste auf den Inseln; Untergang vieler Halligen; höchste Sturmflut an der Elbe bis 1962. St. Pauli: NN + 5,24 m; Stadersand: NN + 5,14 m |
| 1825                   | Wilstermarsch, Deutschland         | Sturmflut, NN + 5,30 m, Denkmal, Pfahl mit Sturmfluthöhenmarken an der tiefsten deutschen Landstelle, Foto 2006 | |
| 27. November 1825      | Novemberflut 1825                  | niederländische Küste                                                                                           | sehr schwere Sturmflut, teils höher als im Februar. Ribe NN + 5,33 m |
| 1843                   | Wilstermarsch, Deutschland         | Sturmflut, NN + 4,16 m, Denkmal                                                                                 | |
| 1./2. Januar 1855      | Neujahrsflut 1855, Januarsturmflut | Deutsche Bucht                                                                                                  | schwere Zerstörungen auf den Ostfriesischen Inseln, im Alten Land, Wilhelmsburg, den Vier- und Marschlanden gibt es Deichbrüche und Überschwemmungen; St. Pauli: NN + 5,11 m             |
| 23. Dezember 1894      |                                    | Helgoland | Große Teile der Helgoländer Düne werden weg gespült |

### 20. Jahrhundert
| Datum                                                | Name | Gebiet                                         | Auswirkungen Scheitelwasserstände der Sturmflutwelle |
| ---------------------------------------------------- | --- | ---------------------------------------------- | --- |
| 12./13. März 1906                                    | Märzflut 1906 | belgische, niederländische und deutsche Küste  | höchste bis dahin festgestellte Sturmflut an der ostfriesischen Küste, aber keine Deichbrüche; Dangast: NN + 5,35 m; Cuxhaven: NN + 4,37 m (Windstau: 2,56 m) |
| 13./14. Januar 1916                                  | Sturmflut von 1916 | niederländische Küste                          | Cuxhaven: NN + 4,29 m (Windstau: 2,77 m) |
| 16. Februar 1916                                     | |                                                | Cuxhaven: NN + 4,11 m (Windstau: 2,59 m) |
| 2. Dezember 1917                                     | |                                                | Cuxhaven: NN + 4,11 m (Windstau: 2,91 m) |
| 10. Oktober 1926                                     | |                                                | Cuxhaven: NN + 4,05 m (Windstau: 3,60 m) |
| 23. November 1930                                    | |                                                | Cuxhaven: NN + 4,17 m (Windstau: 2,70 m) |
| 18. Oktober 1936                                     | Mittagsflut | Elbmündung                                     | Schädigung von Scharhörn 3 m über normalem Hochwasser Cuxhaven: PN + 9,22 m (Windstau: 2,74 m) |
| 19. Oktober 1941                                     | |                                                | Cuxhaven: NN + 4,03 m (Windstau: 2,64 m) |
| 10. Februar 1949                                     | Ebbflut Niedrigwasser-Orkanflut                                                                                              | schleswig-holsteinische Westküste              | Der höchste je gemessene Windstau von 5,70 m fiel in die Zeit der Ebbe, so dass es zu keiner Katastrophenflut kam. |
| 31. Januar/1. Februar 1953                           | Flutkatastrophe von 1953, dt. Hollandsturmflut, niedl. Watersnood, de Ramp, engl. (Great) North Sea flood, East Coast floods | niederländische, belgische und englische Küste | 2.408 Tote; schwerste Naturkatastrophe des 20. Jahrhunderts im Bereich der Nordsee; Gesamtschaden mehr als 500 Mio Euro |
| 23./24. Dezember 1954                                | Sturmflutserie vom 19. bis 24. Dezember 1954                                                                                 | Deutsche Nordseeküste                          | Am 23. Dezember höchste Sturmflut seit 1906. An den Deichen zum Teil schwere Schäden und einige Deichbrüche und schwere Schäden. Der Orkan fordert an Land und auf See mindestens 70 Todesopfer. Cuxhaven: NN + 3,16 m (Windstau: 3,71 m während vorheriger Ebbe)                                                    |
| 16./17. Februar 1962                                 | Februarsturmflut 1962, Zweite Julianenflut                                                                                   | Deutsche Bucht, Elbegebiet                     | 340 Tote; vor allem im Elbegebiet mit Nebenflüssen; bis dahin höchste Sturmflut östlich der Jade insgesamt mehr als 400 km Deich geschädigt; St. Pauli: NN + 5,70 m; Grauerort: NN + 5,70 m; Cuxhaven: NN + 4,95 m (Windstau: 3,87 m)                                                                                |
| 23. Februar 1967                                     | Zweite Niedrigwasser-Orkanflut, Bermpohl-Orkan                                                                               |                                                | Bis heute der schwerste Orkan im Bereich der Deutschen Bucht, mittlere Windgeschwindigkeit auf Helgoland: 149,5 km/h konstant über mehrere Stunden. Böenspitzen überstiegen den Messbereich der Anemometer. Vermutlich deutlich über 200 km/h Cuxhaven: NN + 3,99 m (Windstau: 4,44 m während vorheriger Ebbe)       |
| 13., 16., 19./20. November; 6. und 14. Dezember 1973 | Sturmflutkette vom Herbst 1973                                                                                               | deutsche Küste                                 | sechs schwere Sturmfluten innerhalb von fünf Wochen beschädigen zahlreiche Deiche an der Nordseeküste; längste Sturmflut-Kette seit Menschengedenken Cuxhaven (6. Dezember): NN + 4,39 m (Windstau: 3,28 m) |
| 3./4. Januar 1976                                    | Erste Januarflut 1976, Capella-Orkan                                                                                         | Deutsche Bucht, Elbegebiet                     | die bis heute höchste Sturmflut an nahezu allen Pegeln der deutschen Nordseeküste; zahlreiche Deichbrüche in Kehdingen und der Haseldorfer Marsch. St. Pauli: NN + 6,45 m; Grauerort: NN + 6,02 m; Bremerhaven: NN + 5,18 m; Cuxhaven: NN + 5,11 m (Windstau: 4,23 m); Wilstermarsch: NN + 6,16 m (Pfahl, Foto 2006) |
| 21. Januar 1976                                      | Zweite Januarflut 1976 | deutsche und dänische Küste, Elbegebiet        | Bremerhaven NN + 4,91 m; Cuxhaven: NN + 4,70 m (Windstau: 2,89 m); Wilstermarsch: NN + 5,37 m (Pfahl, Foto 2006) |
| 24. November 1981                                    | Novemberflut 1981, Nordfrieslandflut                                                                                         | Nordfriesland                                  | Dagebüll: NN + 4,72 m; Wilstermarsch: NN + 5,50 m (Pfahl) |
| 26. bis 28. Februar 1990                             | | Deutsche Bucht                                 | einige Tote; bisher intensivste bekannte unmittelbare Serie schwerer Fluten: in den drei Tagen zwei Orkan-, zwei Sturm- und eine Windflut Cuxhaven: NN + 4,44 m (Windstau: 3,93 m); Wilstermarsch: NN + 5,33 m (Pfahl, 27.2.)                                                                                        |
| 23. Januar 1993                                      | |                                                | Cuxhaven: NN + 4,34 m (Windstau: 2,65 m) |
| 28. Januar 1994                                      | Januarflut 1994 | Deutsche Bucht                                 | acht bis zehn Meter hohe Wellen, Vegesack (Weser): NN + 5,33 m; Cuxhaven: NN + 4,49 m (Windstau: 3,13 m) |
| 10. Januar 1995                                      | |                                                | Cuxhaven: NN + 4,48 m (Windstau: 3,16 m) |
| 5. Februar 1999                                      | |                                                | Cuxhaven: NN + 4,36 m (Windstau: 2,86 m) |
| 3. Dezember 1999                                     | Orkan Anatol | gesamtes Nordseegebiet                         | kurzfristiger Anstieg mit sehr hohen Wasserständen im gesamten Nordseegebiet; Cuxhaven NN + 4,56 m (Windstau: 3,68 m) |

### 21. Jahrhundert
| Datum                | Name                   | Gebiet                  | Auswirkungen Scheitelwasserstände der Sturmflutwelle |
| -------------------- | ---------------------- | ----------------------- | --- |
| 1. November 2006     | Allerheiligenflut 2006 | gesamtes Nordseegebiet  | sehr schwere Sturmflut mit den höchsten je gemessenen Pegelwerten im Bereich der Ems, Dünenabbrüche auf den Ostfriesischen Inseln; Emden NN + 5,19 m; Gandersum NN + 5,50 m                                                                |
| 9. November 2007     | Sturmtief Tilo         | Deutsche Bucht, Nordsee | sehr schwere Sturmflut, schwerste Überschwemmungen in Hamburg seit 1990, riesige Dünenabbrüche auf Helgoland, in Rotterdam das Maeslant-Sturmflutwehr erstmals geschlossen. St. Pauli NN + 5,42 m; Cuxhaven NN + 4,44 m (Windstau: 2,79 m) |
| 27./28. Oktober 2013 | Orkan Christian        | gesamte Nordsee         | höchste Windgeschwindigkeit: 191 km/Stunde auf Borkum und Helgoland, nur geringe Fluthöhe, Husum: über 2,00 m NN |
| 5./6. Dezember 2013  | Orkan Xaver            | gesamtes Nordseegebiet  | sehr schwere Sturmflut; Landverluste auf Sylt und den Ostfriesischen Inseln St. Pauli: NN + 6,09 m, Vegesack: NN + 5,16 m, Bremerhaven: NN + 4,99 m                                                                                        |